# Велком (город)
Ве́лком (африк. Welkom) — город в районе Лежвелепуцва провинции Фри-Стейт Южной Африки. По оценкам численности населения на 2010 год, Велком стал самым населённым городом провинции, обойдя Блумфонтейн.
Велком — один из самых молодых и наиболее динамично развивающихся городов Южной Африки. Основание города связано с открытием тут золотой жилы в 1946 году. Город, основанный в 1947 году, быстро стал крупнейшим центром южноафриканской золотодобычи, поставляя 21 % от всего добытого в стране золота. Помимо золота также добывается уран, производится сталь и древесина. Кроме того, в окрестностях города развито сельское хозяйство, специализирующееся на производстве говядины. В городе функционируют два технических училища, аэропорт и железнодорожная станция.
С самого начала Велком, название которого на африкаанс означает приветствие, строился как образцовый город для золотодобытчиков. В городе был заложен парк площадью 45 км², в котором расположен деловой центр. В пределах города посажены около миллиона деревьев.
В 1961 году Велком получил права общины, в 1968 — полные права города. Во время апартеида чёрное население города было вынуждено жить в расположенном рядом поселении Табонг. Такое демографическое разделение в основном сохранилось и после упразднения системы апартеида.
Главные достопримечательности города — башня с часами высотой 60 метров со 196 ступенями, музей золота и колония фламинго. С конца 1990-х годов каждые выходные проводятся автогонки.

## Известные уроженцы
- Стрюдом, Ханнес (1965—2023), регбист, чемпион мира в составе сборной ЮАР (1995)
- Дрикус Дю Плесси, бывший чемпион UFC